# دانشگاه کاردیف
دانشگاه کاردیف (به انگلیسی: Cardiff University) یک دانشگاه تحقیقاتی دولتی در شهر کاردیف، ولز است که در سال ۱۸۸۳ با عنوان کالج دانشگاهی ولز جنوبی و مونموت‌شر تأسیس شده‌است و در سال ۱۸۹۳ به عنوان یکی از کالج‌های بنیان‌گذار دانشگاه ولز گردید. این دانشگاه یکی از معتبرترین دانشگاه های جهان است که عضو گروه راسل است. بیش از ۹۶ درصد از تحقیقات این دانشگاه در سطح جهانی دارای اعتبار می‌باشند. بر اساس رتبه‌بندی دانشگاهی کیواس، دانشگاه کاردیف رتبه ۱۵۴ جهانی را در میان بیشتر از ۳۰۰۰ دانشگاه دارد.